# Дворец Шайо
О станции метрополитена см. статью «Трокадеро (станция метро)».
Дворец Шайо (фр. Palais de Chaillot) — здание (дворец) в Париже на правом берегу Сены, напротив Марсова поля и Эйфелевой башни. Построено по проекту Л. Буало, Ж. Карлю и Л. Азема к Всемирной выставке 1937 года на месте стоявшего ранее «Дворца Трокадеро» (Palais du Trocadéro).

## История. Дворцы Трокадеро и Шайо
Местность на правом берегу реки Сены по названию располагавшейся там деревни Шайо (Chaillot) во второй половине XVI века принадлежала королеве Екатерине Медичи. В 1624 году в Шайо была основана шпалерная мануфактура Савоннери. Новое название местности возникло в 1827 году после успехов французской армии в ходе франко-испанской войны 31 августа 1823 года при штурме форта Трокадеро близ Кадиса на юге Испании.
Холм Шайо был благоустроен для Всемирной парижской выставки 1867 года. Для Всемирной выставки 1878 года построили (старый) Дворец Трокадеро (1878—1936). Обширное здание длиной 706 м с двумя флигелями и двумя башнями напоминало большой концертный зал. Его стиль, называемый в то время «мавританским» (mauresque), но с элементами, стилизованными под византийские (Неовизантийский стиль), представлял собой типичную для периода историзма эклектику. Архитектором был Габриэль Даву. Пространство между дворцом и Сеной было окружено садами, спроектированными Жаном-Шарлем Адольфом Альфаном, и множеством фонтанов. Дворец Трокадеро служил местом съездов и конференций. Здание простояло до 1937 года, когда на его месте было решено построить новый дворец Шайо.
Для Всемирной выставки 1937 года старый Дворец Трокадеро был частично снесён и частично перестроен. Новый Дворец Шайо был спроектирован в модном тогда стиле ар-деко архитекторами Л.-И. Буало, Ж. Карлю и Л. Азема. Как и старый дворец, новое здание имеет два крыла виде циркумференции (полукружия). Перед фасадом находились статуи «Шести континентов» (перенесены к Музею д’Орсе): Европы, Азии, Африки, Северной Америки, Южной Америки и Океании.
На аттиках фасадов помещены строки поэта Поля Валери.
- На флигеле, в котором расположен Музей человека:

" Il dépend de celui qui passe

Que je sois tombe ou trésor

Que je parle ou me taise

Ceci ne tient qu'à toi

Ami n’entre pas sans désir «
- На флигеле Морского музея:

» Tout homme crée sans le savoir

comme il respire

Mais l’artiste se sent créer

Son acte engage tout son être

sa peine bien aimée le fortifie "

## Музеи дворца
В 1795 году французский историк-медиевист Александр Ленуар, выступавший против вандализма в годы революции, создал в зданиях опустевшего монастыря августинцев на левом берегу Сены музей, где в одном месте можно было увидеть несколько десятков известных скульптур, спасённых им от разрушения. Ленуар был назначен директором созданного им Музея французских монументов (Musée des Monuments français).
Незадолго до своего вторжения в Россию, Наполеон собирался построить на этом месте дворец для своей династии. Был разработан проект и начаты подготовительные работы, однако воплотить свои намерения в жизнь императору так и не удалось.
Музей был закрыт в 1816 году, а его собрание разделено на несколько частей. Некоторое экспонаты были возвращены во вновь открывшиеся церкви и соборы Парижа и его пригородов, другие переданы в 1824 году в собрание Лувра, третьи перенесены в 1836 году в музей Версаля. Значительная часть скульптурных надгробий (статуи Н. Буало, Абеляра, Элоизы, Ж. де Лафонтена и Мольера) была перемещена на кладбище Пер-Лашез.
В 1879 году знаменитый архитектор и реставратор Эжен Виолле-ле-Дюк направил министру народного образования Жюлю Ферри предложение использовать опустевшее после Всемирной выставки 1878 года здание дворца Трокадеро для музея нового типа. Его предложение было принято 4 ноября 1879 года. 20 декабря организатором экспозиции и директором будущего музея был назначен выдающийся археолог и коллекционер Александр дю Соммерар, создатель Музея национальных древностей (Музея Клюни) (Musee d’antiquites nationales).
Свою идею Виолле-ле-Дюк назвал «Музеем сравнительной скульптуры в Трокадеро» (Musée de sculpture comparée au Trocadéro). Она отчасти была подготовлена концепцией циклического развития искусства, изложенной в работе Анри Фосийона «Жизнь форм» (Vie des Formes, 1934). В основу экспозиции Виолле-ле-Дюк полагал не диахронный подход (размещение экспонатов в хронологической последовательности «вдоль оси времени»), а синхронный («поперечный срез» времени), с помощью которого сравнивают процессы и состояния, происходящие одновременно в разных местах либо разновременно на схожих этапах развития. Виолле-ле-Дюк предлагал поместить в одном зале гипсовые слепки (moulages) архаических статуй Древнего Египта, сакральной греческой скульптуры и статуи Королевского портала Шартрского собора, в другом — классические скульптуры времени Фидия и Франции XIII—XIV веков. По его мнению, должно возникнуть ощущение, что эти произведения «принадлежат к одной и той же школе с точки зрения интерпретации природы» и зрителям «можно было бы дать полное представление о французской скульптуре». Далее Виолле-ле-Дюк развивал свои идеи на примере скульптуры Фландрии, Бургундии, средневековой Германии.
Архитектор не увидел своего музея, который был создан вскоре после его кончины в ноябре 1879 года. Музей открыл первые четыре зала для публики 28 мая 1882 года, еще три в 1886 году и, наконец, библиотеку в 1889 году. Однако Музей сравнительной скульптуры просуществовал недолго — не все смогли оценить оригинальность замысла. Он был закрыт из-за нехватки бюджета. Парижская Всемирная выставка 1937 года послужила поводом для того, чтобы ликвидировать дворец Трокадеро.
В новом дворце Шайо после окончания Всемирной выставки 1937 года разместились несколько музеев: Музей человека, Музей флота. 
Левое крыло занимает Музей национальных памятников Франции (Musée des Monuments français). В нём за последние 130 лет собраны тысячи полноразмерных гипсовых слепков, многие происходят из Музея сравнительной скульптуры Виолле-ле-Дюка. Однако в целом экспозиция музея, в которой находятся шедевры французского средневекового искусства, построена традиционно и не отражает концепции прогрессивного развития искусства.
В июле 1995 года пожар частично разрушил здание дворца Шайо. Запланированное открытие нового Музея французских памятников в 1998 году было перенесено на 15 сентября 2007 года в связи с созданием во дворце Шайо организации «Архитектура и наследие города», или «Городок архитектуры и наследия» (Cité de l’Architecture et du Patrimoine). В эту организацию, помимо Музея национальных памятников, входят Французский институт архитектуры (Institut français de l’Architecture), Школа Шайо (École de Chaillot) для подготовки современных архитекторов и специалистов по реставрации исторических памятников.
В конце XX века в собрании Музея французских памятников находилось около шести тысяч произведений изобразительного искусства, витражей, фресок и макетов зданий, их архитектурных конструкций и фрагментов. В фондах музея хранится коллекция фотографий, в которой насчитывается около двухсот тысяч изображений.
Большая часть экспозиции разделена на три отдела. Первый отдел размещён на первом этаже здания, он включает гипсовые слепки французской скульптуры XII—XVIII веков, во втором демонстрируются витражи и фрески, в третьем разделе представлены фрагменты архитектурных сооружений Франции с 1850 года до современной эпохи.  Коллекция слепков скульптур сформировалась ещё в 1879 году при активном участии министра образования Ж. Ферри и директора школы изящных искусств А. Пруста. В экспозиции можно увидеть слепки скульптур и рельефов соборов в Страсбурге, Бурже и Реймсе.
Начало собрания копий знаменитых фресок и витражей XI—XVI веков было положено в 1937 году П. Дешаном. В современной экспозиции более ста произведений занимают две галереи музея. В них показано убранство интерьеров капелл, склепов, росписи апсид и сводов храмов. В этой экспозиции, не покидая Парижа, можно получить представление об уникальной архитектуре церкви аббатства Паре-ле-Моньяль, виллы Савойя в Пуасси, Северного вокзала в Париже и многого другого.

## Дворец Шайо в искусстве
Дворец стал местом действия многих фильмов, таких как «Сико» (2007), «28 недель спустя» (2007), «Час пик 3» (2007), «Французский поцелуй» (1995), «Четыреста ударов» (1959), «Джон Уик 4» (2023) и другие.
Дворец Трокадеро фигурирует в произведении Эмиля Золя «Страница любви» и во втором томе («Под сенью девушек в цвету») романа-эпопеи Марселя Пруста «В поисках утраченного времени». 
Дворец Трокадеро также упоминается в фантастическом романе Герберта Уэллса «Освобождённый мир» (англ., 1913), хотя на предполагаемый момент действия (1959 год) он уже не существовал.